# Dorothy Hann
Dorothy Hann (Camden, ...? – Pittsburgh, 5 luglio 2002) è stata una modella statunitense, eletta Miss America 1932.

## Biografia
È stata la prima Miss America: fu eletta dal 1927, durante un concorso svolto a Wildwood anziché nella tradizionale Atlantic City. Tuttavia sul sito ufficiale del concorso Miss America, viene detto che nel 1932 non si tenne alcun concorso, lasciando intendere che l'edizione vinta dalla Hann non è considerata ufficiale.